# Kaniszka
Kaniszka (? – 126 lub 146) – król Kuszanów panujący na początku II wieku. Jego państwo obejmowało obszar od Buchary (obecny Uzbekistan) na zachodzie, dolinę Gangesu na wschodzie, góry Pamir na północy i środkowe Indie na południu. Stolicą jego państwa była Puruszapura w Gandharze. Przeszedł do historii jako król, który wprowadził buddyzm do Indii.

## Życiorys
Dysponujemy jedynie nielicznymi wiadomościami o życiu Kaniszki. Datę jego wstąpienia na tron umieszcza się między 78 a 225 rokiem. Najprawdopodobniej początki jego panowania łączyć można z okresem między 78 a 144 rokiem. Rok 78 wyznacza bowiem początek epoki Saka, której wprowadzenie niektórzy badacze przypisują Kaniszce, stanowić ona może również datę początkową jego panowania. Kaniszka miał rządzić około dwudziestu trzech lat. Jego państwo rozciągało się od Buchary na zachodzie po Patnę na wschodzie. Na północy sięgało Pamiru, na południu dochodziło do środkowych Indii. Pewne dane wskazują również, że jego władzę uznawały miasta-państwa Chotan, Kaszgar i Jarkand. 
Z panowaniem Kaniszki wiąże się zwołanie wielkiego synodu buddyjskiego – czwartego w dziejach – który doprowadził do kodyfikacji zasad buddyzmu mahajany i powstania wielu ważnych religijnych traktatów. Poparcie okazywane przez Kaniszkę buddyzmowi nie oznaczało braku tolerancji dla innych wyznań. Kaniszka nawiązał też kontakty z Imperium Rzymskim. Z jego panowaniem wiąże się również rozwój sztuki, zwłaszcza tzw. szkoły Gandhary, która w swoich dziełach łączyła tradycję buddyjską z elementami zapożyczonymi z tradycji greckiej i rzymskiej.